# Calotes rouxii
Espèce
Statut de conservation UICN

 LC  : Préoccupation mineure
Calotes rouxii est une espèce de sauriens de la famille des Agamidae.

## Répartition
Cette espèce est endémique d'Inde. Elle se rencontre au Gujarat, au Maharashtra, à Goa et au Karnataka.

## Description
C'est un saurien ovipare.

## Étymologie
Cette espèce est nommée en l'honneur de Polydore Roux.

## Publication originale
- Duméril & Bibron, 1837 : Erpétologie Générale ou Histoire Naturelle Complète des Reptiles. Librairie. Encyclopédique Roret, Paris, vol. 4, p. 1-570 (texte intégral).